# Prefectura de Nagasaki

Localització de la prefectura de Nagasaki

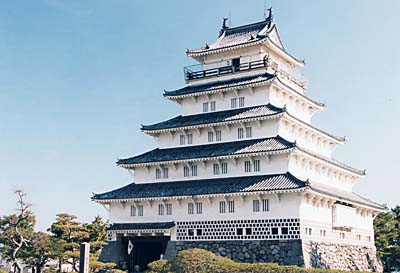
Castell a Shimabara

La prefectura de Nagasaki (en japonès: 長崎県 Nagasaki-ken) és una divisió administrativa del Japó ubicada principalment a l'illa de Kyūshū, però que també inclou diversos arxipèlags com les illes Tsushima, l'illa Iki o les illes Gotō, entre d'altres. La capital és la ciutat de Nagasaki. La prefectura ocupa una superfície de 4.104 km² i té una població d'1.440.000 habitants (2009)
Inclou tretze ciutats: Gotō, Hirado, Iki, Isahaya, Matsuura, Minamishimabara, Nagasaki (capital), Omura, Saikai, Sasebo, Shimabara, Tsushima i Unzen.

## Persones il·lustres
- Kazumi Tsubota